# Bang Kho Laem
Bang Kho Laem (in thailandese: บางคอแหลม) è uno dei 50 distretti (khet) della città di Bangkok, in Thailandia.